# Karangmulya (Karangpawitan)
Karangmulya is een bestuurslaag in het regentschap Garut van de provincie West-Java, Indonesië. Karangmulya telt 7164 inwoners (volkstelling 2010).